# Doug Moe
Douglas Edwin Moe (Brooklyn, Nueva York, 21 de septiembre de 1938) es un exjugador y exentrenador de baloncesto que disputó cinco temporadas en la ABA y entrenó durante quince temporadas a equipos de la NBA. 

## Trayectoria
Como jugador, fue una estrella de la Universidad de Carolina del Norte y de la ABA. 
Se hizo entrenador en la temporada 1976-1977, trabajando detrás de los banquillos durante quince años, diez de ellos en Denver Nuggets.
También estuvo en San Antonio y Philadelphia. Sus plantillas de Denver fueron caracterizadas por su rápido, ofensivo y vistoso juego. Era criticado por su estilo, pero los fanes lo amaban. Aunque nunca ganó un anillo de la NBA, su récord como entrenador es de 628 victorias por 529 derrotas, además de ganar el premio al Mejor Entrenador en 1988. 
De 2005 a 2008 fue asistente de los Nuggets.